# Alfred Bowerman
Pour les articles homonymes, voir Bowerman.
Alfred James Bowerman , né le 22 novembre 1873 à Broomfield (Angleterre) et mort le 20 juillet 1947 à Brisbane (Australie), est un joueur britannique de cricket. 

## Biographie
Alfred James Bowerman est né à Broomfield dans le comté de Somerset, le 22 novembre 1873. Après avoir fréquenté l’école de Blundell à Tiverton, dans le Devon, il a travaillé comme marchand de bois dans la région de Bridgwater. Il épouse Frances Mabel (née Long) en 1895. En 1910, il est poursuivi pour une dette de jeu et, deux ans plus tard, il vend son commerce de bois et émigre avec sa famille en Australie en décembre 1912 pour entreprendre une nouvelle carrière d’agriculteur. Il a servi pendant la Première Guerre mondiale au sein de la Première Force Impériale australienne. En octobre 1946, alors qu’il résidait à la maison de soins infirmiers Eventide, il fut hospitalisé après une chute lui fracturant le crâne. Il mourut l’année suivante, le 20 juin 1947, à Brisbane, dans le Queensland.

### Carrière en club
Bowerman a joué deux fois pour Somerset en tant qu'amateur. En 1900, il a joué contre Lancashire et cinq ans plus tard, contre Middlesex, marquant huit points en quatre manches.  Dans sa biographie du joueur, l’historien du cricket de Somerset, Stephen Hill, décrit Bowerman comme "un joueur de cricket de club décent".

### Carrière olympique
Alfred Bowerman participe à l'unique match de cricket aux Jeux olympiques en 1900 à Paris. La Grande-Bretagne bat la France par 158 courses et remporte donc la médaille d'or.